# 카를로스 실바

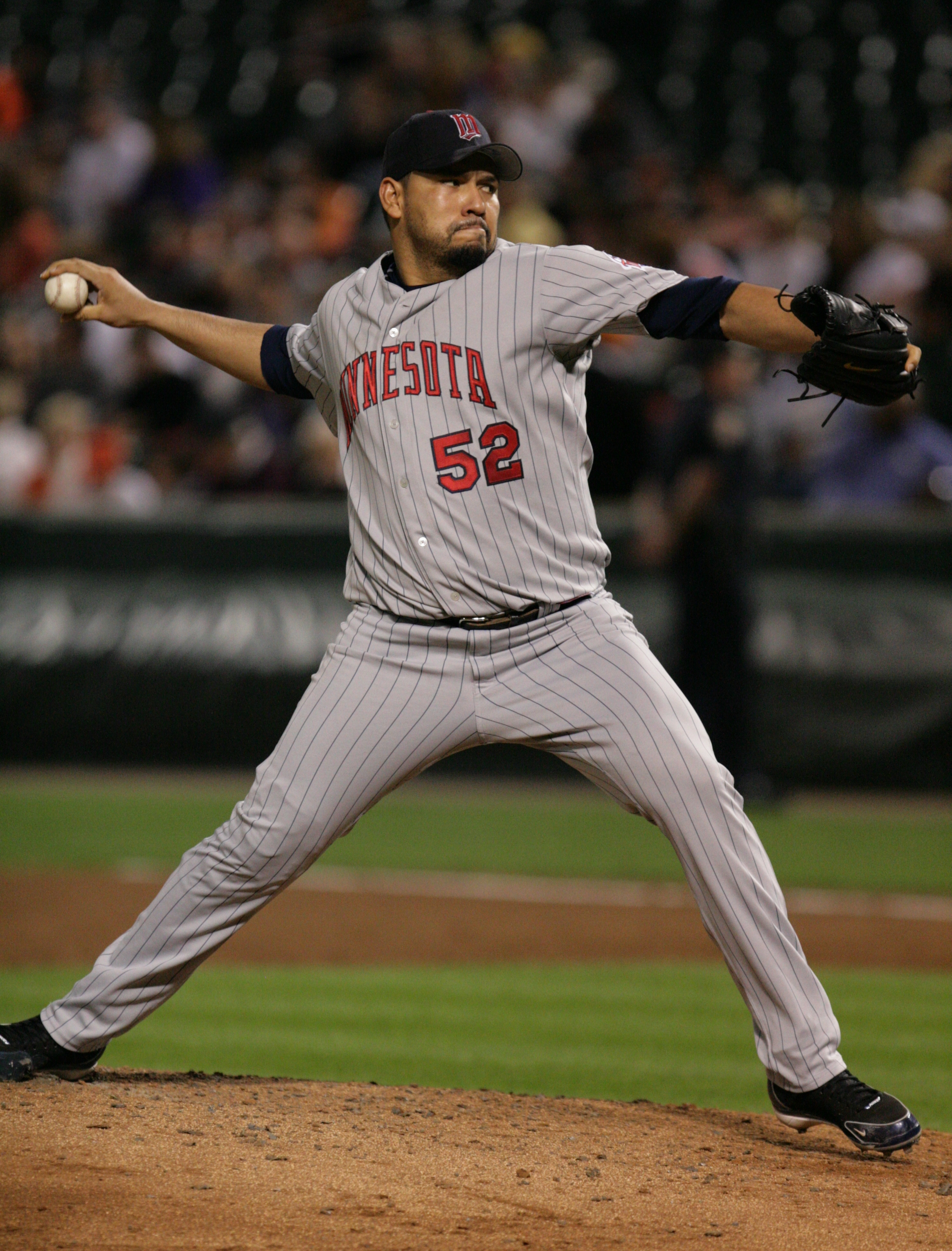

카를로스 실바( Carlos Silva, 1979년 4월 23일 ~ )는 베네수엘라의 야구 선수이자, 2015년 기준으로 미국 메이저 리그 보스턴 레드 삭스 선수이다.
1996년 필라델피아 필리스에 입단하였고 이후 미네소타 트윈스를 거쳐 2008년부터 시애틀 매리너스에서 활동하다가 2009년에 시카고 컵스에 트레이드 되었다.